# Yes (álbum de Morphine)
Yes é o terceiro álbum de estúdio da banda de rock alternativo, Morphine.

## Faixas
1. "Honey White" – 3:06
2. "Scratch" – 3:13
3. "Radar" – 3:28
4. "Whisper" – 3:28
5. "Yes" – 2:00
6. "All Your Way" – 3:04
7. "Super Sex" – 3:53
8. "I Had My Chance" – 3:05
9. "The Jury" – 2:07
10. "Sharks" – 2:22
11. "Free Love" – 4:14
12. "Gone for Good" – 2:52

## Créditos
- Mark Sandman - baixo, voz
- Dana Colley - saxofone
- Billy Conway - bateria